# Achtste-groepers huilen niet (boek)
Achtste-groepers huilen niet  is een boek van Jacques Vriens. De eerste editie verscheen in 1999. Het verhaal draait om een meisje in het laatste jaar van de basisschool dat leukemie krijgt.

## Verhaal
Op een basisschool ergens in Nederland wordt binnenkort een voetbaltoernooi georganiseerd om het 25-jarig bestaan van de school te vieren. De leerlingen van groep 8 maken tijdens de middagpauze ruzie over wie er het beste kan voetballen. Akkie, die het opvallendste en stoerste meisje van de klas is en tevens dol is op voetballen, gaat daarbij op de vuist met de pestkop Joep.
Als Akkie die dag zwaar vermoeid en kortademig thuiskomt, gaan haar ouders met haar naar het ziekenhuis. Uit een bloedprik blijkt dat Akkie leukemie heeft. Ze moet nu enige tijd in het ziekenhuis blijven. Ze stuurt brieven over haar ervaringen in het ziekenhuis naar haar klasgenoten, die allemaal intens met haar meeleven. Ondanks alles blijft ze opgewekt en optimistisch. Akkie mag na een paar weken weer naar huis, maar ze mag niet meedoen met het voetbaltoernooi. Door de behandeling is haar haar uitgevallen.
Dan wordt het schoolkamp gehouden en Akkie mag hierbij aanwezig zijn, hoewel haar gezondheid nog steeds slecht is. Enige tijd later wordt Akkie heel erg ziek; er zitten uitzaaiingen in haar hoofd. De dokters kunnen niets meer voor Akkie doen en enige tijd later overlijdt ze in het ziekenhuis. Akkies klasgenoten zijn nu zo aangeslagen dat enkelen van hen hun tranen niet kunnen bedwingen, ook al horen leerlingen van groep 8 niet te huilen.

## Achtergrond
Vriens baseerde het verhaal op een persoonlijke ervaring uit zijn eigen tijd als onderwijzer.

## Prijzen
In 2000 won het boek de Prijs van de Nederlandse Kinderjury.

## Bewerkingen
In 2011-2012 kwam er een theatervoorstelling van het verhaal. In 2012 kwam er ook een verfilming, die het Gouden Kalf van dat jaar won. In 2014 werd het boek ook in het Noors verfilmd met de titel Kule kidz gråter ikke.